# Tökfej (film)
A Tökfej (eredeti címe: Pumpkin) 2002-es amerikai romantikus filmvígjáték Anthony Abrams és Adam Larson Broder rendezésében.

## Rövid történet
Hogy lenyűgözze a görög tanácsot, Carolyn betanít egy csapat értelmi fogyatékos sportolót. Azonban szerelembe esik az egyik sportolóval, amely erős érzelmeket vált ki a családjából.

## Szereplők
- Christina Ricci: Carolyn McDuffy
- Hank Harris: Jesse "Pumpkin" Romanoff
- Brenda Blethyn: Judy Romanoff
- Dominique Swain: Jeanine Kryszinsky
- Marisa Coughlan: Julie Thurber
- Sam Ball: Kent Woodlands
- Harry J. Lennix: Robert Meary
- Nina Foch: Betsy Collander
- Melissa McCarthy: Cici Pinkus
- Caroline Aaron: Claudia Prinsinger
- Lisa Banes: Chippy McDuffy
- Julio Oscar Mechoso: Dr. Frederico Cruz
- Phil Reeves: Burt Wohlfert
- Marisa Parker: Courtney Burke
- Tait Smith: Hansie Prinsinger
- Michael Bacall: Casey Whitner
- Amy Adams: Alex

## =Fogadtatás
A Rotten Tomatoes honlapján 36%-ot ért el, és 4.9 pontot szerzett a tízből. A Metacritic oldalán 46 pontot szerzett a százból, 24 kritika alapján.
Roger Ebert már pozitívan értékelte a filmet. Kritikája során dicsérte a film szatíráját. Ugyanakkor Todd McCarthy, a Variety magazin kritikusa szerint a "film egy ideig érdekes, de a végére minden érdekességét elveszti".